# フラノエクスプレス
フラノエクスプレス (Furano Express) は、日本国有鉄道（国鉄）・北海道旅客鉄道（JR北海道）が1986年（昭和61年）から2004年（平成16年）まで保有していた鉄道車両（気動車）で、ジョイフルトレインと呼ばれる車両の一種である。

## 概要
国鉄北海道総局では、1985年（昭和60年）12月に欧風気動車「アルファコンチネンタルエクスプレス」を登場させていたが、好評につき増結もされるほどであった。この経験を生かし、富良野プリンスホテルとのタイアップを行い、「アルファコンチネンタルエクスプレス」と同様の高品質なサービスを提供した上で乗り心地と速度向上を狙った車両として、北海道総局が登場させた車両である。なおデザインにはJR西日本の新快速シリーズと681系、683系の外観デザインを担当した南井健治（近畿車輛）も関わっている。
リゾート列車としての内外装が評価され、北海道の鉄道車両では初となるブルーリボン賞（第30回・1987年〈昭和62年〉）を受賞した。なお、国鉄が開発した車両では最後のブルーリボン賞受賞車両となった。

## 車両
本節では、登場当時の車両仕様について記述する。
いずれの車両もキハ80系気動車より改造されており、先頭車がキハ84形、中間車がキハ83形である。改造は国鉄苗穂工場が担当した。
- 1号車 - キハ84 1（旧キハ80 164） - 展望室・一般席
- 2号車 - キハ83 1（旧キハ82 109） - 一般席
- 3号車 - キハ84 2（旧キハ80 165） - 展望室・一般席

全車両とも普通車扱いとなっている。なお、キハ84形は東海旅客鉄道（JR東海）のキハ85系中間車と番号が重複していた。

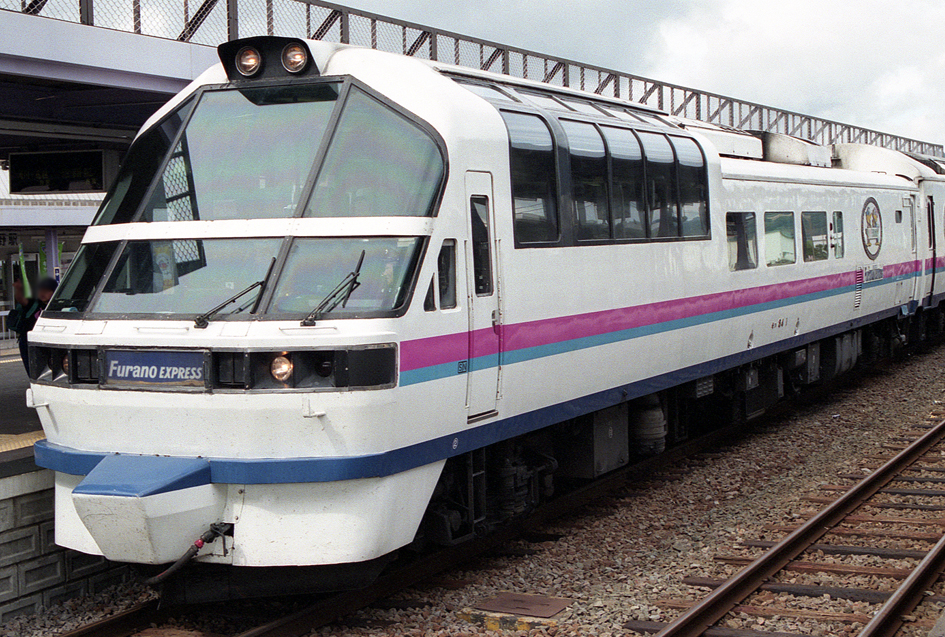
キハ84 1
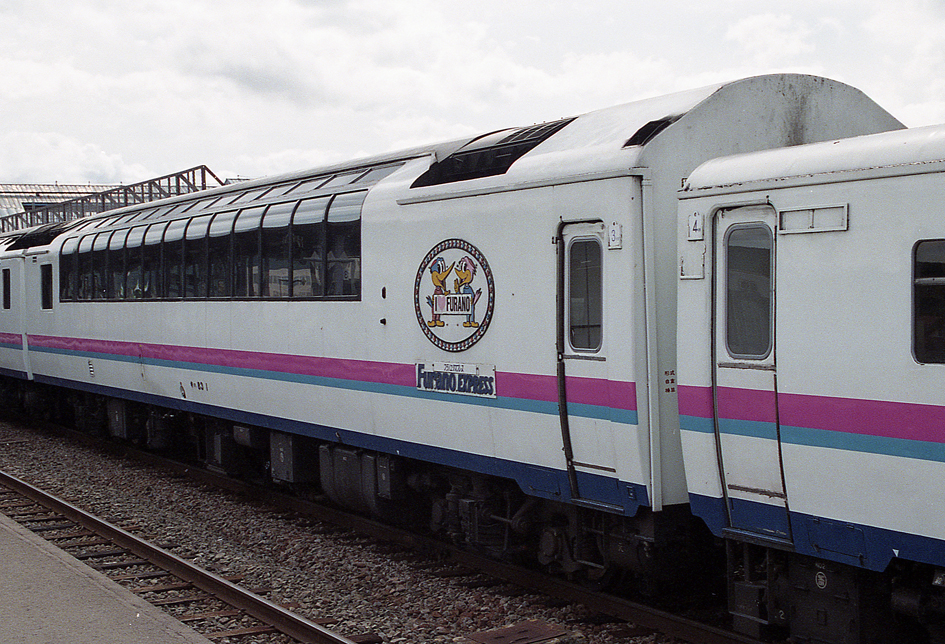
キハ83 1
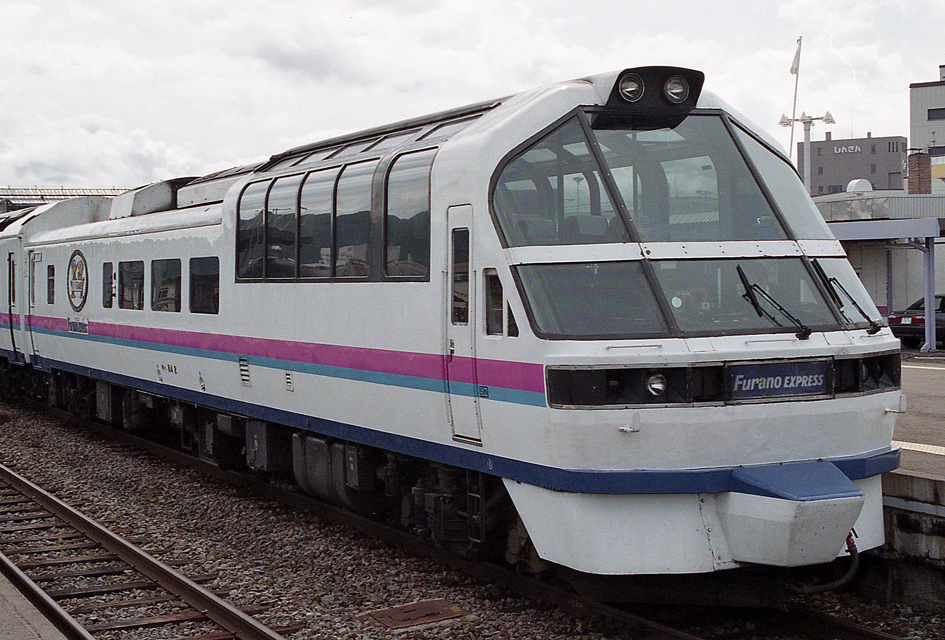
キハ84 2

### コンセプト・デザイン
基本的な考え方として、アイデンティティは共通のイメージを持たせた高品質なリゾート列車であることを明確化することになった一方で、「アルファコンチネンタルエクスプレス」の単なるマイナーチェンジ車両とはしないこととした。
車体塗装デザインは「スポーティ」・「クリア」をテーマとしたことにより、ベースカラーは「雪」をイメージする白とし、「富良野のラベンダー」をモチーフとしたピンクと「広い空」を連想させる青の2色ラインを入れ車体裾には全体のデザインを引き締める目的でミッドナイトブルーの帯を入れた。また、各車両の扉横にはアルペンスキー・ワールドカップ大会の公式マスコット（ミスターフー・マドモアゼルペッカー）の大型プレートを配した。

### 改造内容
正面形状は「アルファコンチネンタルエクスプレス」と共通のイメージを持たせながらも違いを明確化するため、前面窓を曲面ガラスを用いた構成（パノラミックウィンドウ）とした上で、両側の後退角を大きく設定した。また乗用車のエアロパーツのイメージを再現するため、台枠の先端部分を突き出した上で車体と同色のスカートを装備した。
先頭車展望構造部は種車の台枠から上部を撤去し、先行する「アルコン」同様に近畿車輛で上部構体を製作し、苗穂工場で接合を行った。先頭車連結面寄りは既存車体を流用している。一方、中間車は先頭車展望構造部同様に台枠から上部を撤去し、新製した上部構体を接合した。
先頭車の展望室部分と中間車の側面窓は床の高さを600 mm上げた上で、側面窓に屋根まで回り込む大型の曲面ガラスを使用し、さらに天窓を配することにより乗客が広い視界の展望を得られるように配慮した。
冷房装置は、キハ83形がAU76形集中式冷房装置を2基、キハ84形はAU79形集中式冷房装置と新鮮外気装置を1基ずつ搭載した。

#### 客室
本列車はスキーリゾートへ向かう列車であるという性格上、重厚な豪華さはそぐわないものと考えられた。このため、シンプルで知的なイメージを表現するべく、室内の配色は白と黒とウォームグレーのモノトーン3色でまとめることで、気品ある高品質を感じられることをねらった。
座席は背もたれの幅を可能な限り広くとり、座面も深く設定したリクライニングシートとした。座席モケットはウォームグレーとシルバーグレーの2色とし、シンプルでやさしい雰囲気が感じられるものとした。
ハイデッカー部分は広大な風景を楽しむことを最優先としたため、熱線吸収ガラスを使用することでカーテンの装備を省略した。またサービス機器はスピーカー以外には設置しないこととした。
キハ84形の一般客室部分については展望よりも落ち着きを求める利用者を重視し、室内の照明は間接照明とした。大型の荷物棚を座席上に設置した上、仕切り部分にはビデオスクリーンを設置した。

#### 走行機器
走行機器については、基本的には種車となるキハ80系のものを使用しているが、キハ183系気動車との連結を可能とするため制御回路の電圧を交流100 Vから直流24 Vに変更した。
走行用機関はDMH17H形エンジン (180 PS/1,500 rpm) を、キハ83形に1基、キハ84形に2基搭載し、キハ83形にはサービス電源発電用機関を1基搭載する。台車形式は、キハ84形とキハ83形の駆動台車がDT31B形台車、キハ83形の付随台車はTR68A形台車となる。

## 沿革

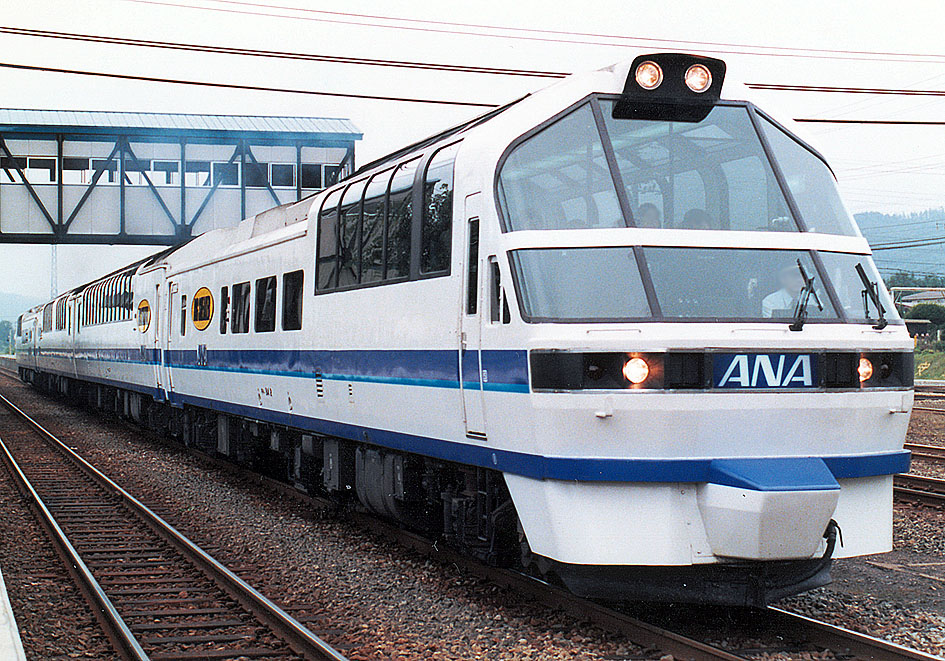
ANAビッグスニーカートレイン

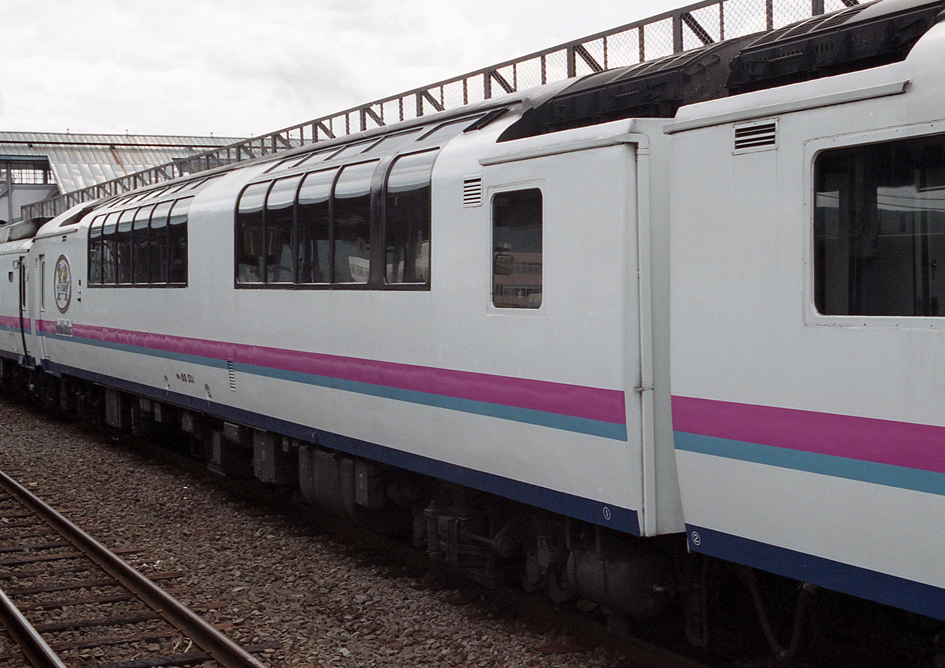
キハ80 501

1986年（昭和61年）12月20日に、札幌駅と富良野駅を結ぶ団体専用列車扱いの臨時列車として運行を開始した。当初は間合い運用で、富良野線でも一般営業扱いの臨時急行列車として富良野駅から旭川駅まで運転したことがある。
特筆すべき運用としては、1987年（昭和62年）6月1日から10月31日まで、全日本空輸（全日空、ANA）とタイアップし、全日空ツアー乗客用の「ビッグスニーカートレイン」として運行したことが挙げられる。この時は正面の愛称表示が「ANA」に変更されただけでなく、帯の色も全日空の航空機と同様のブルー濃淡2色（トリトンブルー）に変更された。この時に、キハ82 110を種車としてキハ83形とほぼ同様の車体を新造し、走行用機関を2基搭載する中間車キハ80 501が増結され、以後4両編成での運行となった。キハ80 501では、ソファーを配置したラウンジ（フリースペース）が設置された。「ビッグスニーカートレイン」は僅か4ヶ月の期間限定運転であったが、プラレールや鉄道模型で別塗装として販売されたり、多くの映像資料に記録されるなど、強いインパクトを与えた。その後同列車はキハ183系の「ニセコエクスプレス」編成を使用するようになったが、こちらは塗色はそのままでヘッドマークと表記を変更したのみだった。
- 1号車：キハ84 1（旧キハ80 164） - 展望室・一般席
- 2号車：キハ80 501（旧キハ82 110） - 一般席・ラウンジ
- 3号車：キハ83 1（旧キハ82 109） - 一般席
- 4号車：キハ84 2（旧キハ80 165） - 展望室・一般席

1990年（平成2年）1月には、キハ184-11を同色に塗色変更して編成に組み込み、このシーズンは5両編成で運用された。その後も4両編成で札幌駅 - 富良野駅間の「フラノエクスプレス」などのリゾート列車を中心に運用されていたが、1998年（平成10年）11月1日に運行された「ラストラン・フラノ」をもって運用を終了。2004年（平成16年）で正式に廃車となった。廃車後は先頭車1両が苗穂工場に長年留置されていたが、2015年（平成27年）に解体された。
これにより全ての車両が解体された為現存しない

## 主要諸元
| 形式       | キハ84形        | キハ83形        | キハ80形        |
| 車両番号   | 1・2            | 1               | 501             |
| 改造年     | 1986年          | 1986年          | 1987年          |
| 軌間       | 1,067 mm        | 1,067 mm        | 1,067 mm        |
| 定員       | 44人            | 52人            | 36人            |
| 全長       | 21,100 mm       | 21,100 mm       | 21,100 mm       |
| 全幅       | 2,900 mm        | 2,900 mm        | 2,900 mm        |
| 全幅       | 4,090 mm        | 4,090 mm        | 4,090 mm        |
| 自重       | 45.1 t          | 47.4 t          | ？              |
| 台車       | DT31B           | DT31B TR51      | DT31B           |
| 機関形式   | DMH17H          | DMH17H          | DMH17H          |
| 機関出力   | 132 kw (180 PS) | 132 kw (180 PS) | 132 kw (180 PS) |
| 車両出力   | 265 kw (360 PS) | 132 kw (180 PS) | 265 kw (360 PS) |
| 液体変速機 | TC2A, DF115A    | TC2A, DF115A    | TC2A, DF115A    |
| 減速比     | 2.615           | 2.615           | 2.615           |
| 参考       | [ 7 ]           | [ 7 ]           | [ 7 ]           |

## 商標
「フラノエクスプレス」は、北海道旅客鉄道が商標として登録している。
| 登録項目等 | 内容等                     |
| ---------- | -------------------------- |
| 商標       | フラノエクスプレス         |
| 称呼       | フラノエクスプレス，フラノ |
| 出願番号   | 商願平04-270854            |
| 出願日     | 1992年(平成4年)9月29日     |
| 登録番号   | 第3124806号                |
| 登録日     | 1996年(平成8年)2月29日     |
| 権利者     | 北海道旅客鉄道株式会社     |
| 役務等区分 | 39類（旅客車による輸送）   |